# Coenosia tarsata
Coenosia tarsata är en tvåvingeart som först beskrevs av John Otterbein Snyder 1957.  Coenosia tarsata ingår i släktet Coenosia och familjen husflugor. Inga underarter finns listade i Catalogue of Life.